# Macrocentrus hemistriolatus
Macrocentrus hemistriolatus är en stekelart som beskrevs av He och Chen 2000. Macrocentrus hemistriolatus ingår i släktet Macrocentrus och familjen bracksteklar. Inga underarter finns listade i Catalogue of Life.